# Lipa (powiat konecki)
Lipa – wieś w Polsce położona w województwie świętokrzyskim, w powiecie koneckim, w gminie Ruda Maleniecka.
Prywatna wieś szlachecka, położona była w drugiej połowie XVI wieku w powiecie opoczyńskim województwa sandomierskiego. W latach 1975–1998 miejscowość należała administracyjnie do województwa kieleckiego.
Okolica charakteryzuje się atrakcyjnym krajobrazem leśno-wodnym i czystym powietrzem.
Z Lipy jest zaledwie 2 km do pobliskiego Szkucina – miejscowości, która zapisała się na trwałe na kartach historii powstania styczniowego (mogiła powstańców polskich na polanie Ormanicha).
Wieś jest siedzibą rzymskokatolickiej parafii św. Wawrzyńca.

## Części wsi
| SIMC    | Nazwa       | Rodzaj    |
| ------- | ----------- | --------- |
| 0266459 | Czworaki    | część wsi |
| 0266465 | Kamieniec   | część wsi |
| 0266471 | Na Patokach | część wsi |

## Historia
W Lipie na przełomie XVIII i XIX w. stacjonowali Rosjanie, o czym wymownie wspomniał w księdze chrztów miejscowy duchowny:

Ci dlatego w Radoszycach okrzczeni że pod ten w Lipie stali Moskale dużo ludziom naprzykrzeni.

Okolice Lipy były już od października 1939 r. terenem zakwaterowania słynnego oddziału majora Hubala, gdzie rozpoczął tworzenie pierwszych struktur konspiracyjnych. W rozkazie wydanym 26 października 1939 r. w Zychach powołał Okręg Bojowy Kielce. Szefem pierwszej placówki został kierownik szkoły w Lipie Józef Wyrwa
Józef Wyrwa tak opisuje pierwsze spotkanie Niemców z Hubalem w Lipie:

Przejeżdżając konno przez wieś Lipę, w towarzystwie „Kotwicza”, „Koraba” i wachmistrza Alickiego, „Hubal” natknął się początkowo na jednego Niemca. Ten drżąc ze strachu, stoi wyprostowany przed majorem. „Co ty tu robisz na polskiej ziemi?” - pyta go Hubal. Niemiec chce coś powiedzieć, jąka się, nie może głosu z gardła wydobyć. Ludność otacza majora, cieszy się na widok drżącego Niemca.
Pójdziesz do swojej kwatery i zameldujesz przełożonym i kolegom, że Polacy nie zrezygnowali ze swoich praw. Wojsko Polskie istnieje i będzie walczyć tak długo, dopóki nie odzyska niepodległości. Broni ci nie zabieramy, nie jest nam potrzebna. Odmaszerować!” Niemiec salutuje i odchodzi (...) przyspiesza kroku, prawie biegnie do dowódcy patrolu(...) (ci) ruszają za polskimi kawalerzystami.
Hubal dostrzegł biegnących Niemców. Zatrzymuje konia. Patrzy spokojnie. Nawet nie wyjmuje broni. Krok Niemców staje się coraz wolniejszy. Spodziewali się, że Polacy będą uciekać, a oni stoją, patrzą na nich z pogardą. z lekceważeniem. Już są przy nich. Niemcy nie wiedzą co z sobą zrobić. Postawa Polaków onieśmiela.
Baczność szkopy! Stoicie przed polskim majorem!- komenderuje jeden z oficerów. Niemcy puszczają broń do nogi. Stają na baczność (...) Major spokojnie, stanowczym głosem przemawia do nich. Powtarza co poprzednio i dodaje – „Jeżeli padnie choć jeden strzał w naszym kierunku, to śladu nie pozostanie po was i po waszych kwaterach. Siły mamy dosyć! Damy sobie z Wami radę. Odmaszerować!

Po tym wydarzeniu Niemcy myśleli, że mają do czynienia z dużym oddziałem, niemal armią i jak pisze Melchior Wańkowicz w „Hubalczykach” wycofali posterunki w promieniu 30 km. Wyrwa prostuje to jako przesadzone. Manifestacja Hubala skutkowała jednak zaangażowaniem dużych sił niemieckich, łącznie z lotnictwem w marcu 1940 r. w celu zlikwidowania oddziału.
Z pobliskiej wsi Cis (dawniej odrębna wieś Budy) pochodzi Marianna Cel ps. „Tereska”, która przyłączyła się do oddziału jako jedyna kobieta.
Szkoła podstawowa została wybudowana tu w 1936 r. Od otwarcia szkoły jej kierownikiem był Józef Wyrwa ps. „Stary”, który blisko współpracował z Hubalem aż do śmierci majora. Stał się organizatorem podziemia, potem dowódcą oddziału partyzanckiego w ramach NSZ i AK. W oddziale walczył także jego syn, późniejszy historyk emigracyjny – Tadeusz Wyrwa.
Po śmierci majora, w maju 1940, kilku Hubalczyków jechało rowerem do Lipy, gdzie dostali się w zasadzkę, najprawdopodobniej ktoś doniósł,. Niemcy szukali nazajutrz „ważnej osoby” ze wsi. Spędzili wszystkich mieszkańców na dziedziniec szkolny, gdzie byli przez 4 dni przesłuchiwani. Wyrwie udało się ukryć w pomieszczeniu gospodarczym, ale po tym zdarzeniu był zmuszony rzucić posadę i ukrywać się. Na wieś spadły aresztowania.
Wyrwa był szefem Podobwodu Końskie AK, a w 1942 założył oddział partyzancki w ramach NSZ. W 1944 r. jego oddział dołączył do 25 pp AK. Oddział „Starego” operował w okolicy Lipy, Radoszyc, Opoczna, Końskich.

## Zabytki
Kościół św. Wawrzyńca i św. Katarzyny. Jest on w otoczeniu wiekowych lip. Legenda kościoła jest imponująca, ponieważ inskrypcja na odrzwiach w kruchcie głosi, że pierwotna, modrzewiowa świątynia powstała tu już w 1129 r., mimo iż pierwszy zapis o niej jest pod datą 1416 (w Gnieźnie). Lecz budowla powoli zaczęła niszczeć, co jest naturalnym procesem drewna, a liczba parafian rosła. W tej sytuacji w 1636 miejscowy proboszcz, Wawrzyniec Tadejowski, oraz Bartłomiej Ruszeński, dziedzic Ruszeniec i Lipy dobudowali do kościoła murowaną kaplicę pod wezwaniem Matki Boskiej Różańcowej, która przetrwała do dziś. Jednak to wiele nie pomogło, gdyż w 1753 r. kościół był stanie opłakanym. W 1763 r. prymas Wawrzyniec Łubieński dał ks. Wawrzyńcowi Dziurkiewiczowi pozwolenie na budowę nowego kościoła i rozbiórkę starego. Nową świątynię poświęcono 10 sierpnia 1764 r., w dniu patrona, św. Wawrzyńca. W 1805 r. fundatorowie Łukasz, Katarzyna Jurkowie, syn Mikołay, zięć Marcin Nowakowski, Szczepan Hojeński z dziećmi i przytomnemi parafianami zakupili do kościoła organy, wykonane 1801 lub 1802 przez Jana Krogulińskiego. W 1875 r. ufundowano nowy, neobarokowy ołtarz główny, wykonany jeszcze w tym roku. W jego polu głównym umieszczono obraz NMP z Dzieciątkiem, prawdopodobnie przyniesiony tu z kaplicy w 1636 r. W dniach 10–14 sierpnia widoczny jest św. Wawrzyniec z krzyżem i kratą. Powyżej obraz św. Katarzyny. Oba namalował A. K. Kolberg w latach 1873–1875. Między czterema złoconymi kolumnami ołtarza stoją figury biskupów męczenników – po lewej św. Stanisława, a po prawej stronie św. Wojciecha. W 1891 r. ks. Walery Dużyński sprowadził dwa dzwony. Na większym dzwonie znajdowała się data 1891, a na obwodzie mniejszego widniał po łacinie i gotycką czcionką napis: +Jezus+Maria+Łukasz+Marek+Mateusz+Jan. Podobno miały one wspaniały dźwięk. Jednak w 1943 r. hitlerowcy zabrali je jako surowiec przemysłu zbrojeniowego. Wprawdzie na kościelnej wieżyczce pozostał mały dzwonek zwany sygnaturką, lecz i on z nakazu okupanta musiał zamilknąć. W 1925 r. zbudowano neobarokową plebanię, która jest otoczona ogrodem i sadem z sadzawką w środku. Po II wojnie światowej, w 1948 r., do kościoła sprowadzono trzy dzwony: Wawrzyniec, Maria, Katarzyna. W 1970 r. zmieniono pokrycie dachu z gontu na blachę ocynkowaną.
Kościół został wpisany do rejestru zabytków nieruchomych (nr rej.: A.494 z 28.02.1957 i z 15.06.1967).